# Tunau
Tunau este o comună din landul Baden-Württemberg, Germania.

## Istorie
Tunau a fost pentru prima dată menționat în 1320, când ținea de Abația Sfântului Blasiu. După 1806, în timpul Războaielor Napoleoniene, acesta a fost retrocedat forțat Marelui Ducat de Baden. 